# Wouter Vandermieren
Wouter Vandermieren (Lier, 27 december 1988) is een Belgische voetballer die anno 2012 uitkomt voor KSV Bornem.

## Carrière
In de jeugdreeksen speelde hij voor Lierse SK waar hij door RC Genk werd weggeplukt. Ook grote clubs als Arsenal FC en Manchester City hadden interesse, maar hij koos dus voor de Genkse jeugdopleiding. Hij maakte in 2007 de overstap naar de A-kern. Hij is inzetbaar voor de gehele linkerflank.
Vandermieren bleef tot 2009 bij Genk. In de zomer van 2009 maakte hij de overstap naar KSK Heist en twee jaar later naar KSV Bornem. Sinds seizoen 2012-2013 speelt hij voor vierdeklasser Olympia SC Wijgmaal.